# Panenská Rozsíčka
Panenská Rozsíčka (německy Jungfern Rositschka) je obec v okrese Jihlava v Kraji Vysočina. Obec je vzdálena pět kilometrů jihovýchodně od Třeště. Žije zde 261 obyvatel.

## Název
Název se vyvíjel od varianty Rossyeczca (1351), Rossieczkam (1368), Rossyeczka (1379), Rossieczka (1398), v Rosiczcze(1496), v Rosyczce (1517), Panenska Rosycžka (1678), Panenska Rosicžka a Paneneska Rosiczka (1718), Rosiczka (1720), Panenska Rosiczka (1751), Jungfrauen Rositschka a Panenska Rosička (1846, 1872), Rosičky (1881), Jungfernrosička a Panenská Rosička (1915) až k podobě Panenská Rozsíčka v roce 1924.
Zdrobnělé jméno Rozsíčka pochází z rozseče, což značí místo osídlené po vysekání lesa. Jméno obce tedy naznačuje, že zakladatelé obce, jimž se při kolonizaci hraničního hvozdu zalíbila malá kotlina orientovaná k jihu, vymýtili starý hvozd a na jeho místě založili osadu. Přívlastek „Panenská“ byl přidán ke jménu Rozsíčka tehdy, když se část obce stala majetkem jeptišek – „panen“ – kláštera v Nové Říši.

## Historie
V historických pramenech je ve 14. století uváděn v obci svobodný dvůr, v jehož držení se střídali různí majitelé. První písemná zmínka o Rozsíčce pochází z roku 1351 (villam Rossyeczca), kdy její majitel Tomáš Věrdunk z Myslové přenechal obec Marešovi z Ustrašína, purkrabímu na Roštejně.
Obec patří, v rámci brněnské diecéze, do římskokatolické farnosti Urbanov v telčském děkanství (okres Jihlava) stejně jako sousední obce Dyjice, Nevcehle, Ořechov (u Jihlavy), Sedlejov, Stranná a Žatec (u Jihlavy).

## Obyvatelstvo
Podle sčítání 1930 zde žilo v 44 domech 186 obyvatel. 185 obyvatel se hlásilo k československé národnosti. Žilo zde 184 římských katolíků a 1 evangelík.
| Rok            | 1869 | 1880 | 1890 | 1900 | 1910 | 1921 | 1930 | 1950 | 1961 | 1970 | 1980 | 1991 | 2001 | 2011 | 2021 |
| -------------- | ---- | ---- | ---- | ---- | ---- | ---- | ---- | ---- | ---- | ---- | ---- | ---- | ---- | ---- | ---- |
| Počet obyvatel | 198  | 243  | 250  | 247  | 251  | 222  | 186  | 142  | 130  | 133  | 99   | 80   | 89   | 152  | 206  |
| Počet domů     | 39   | 40   | 41   | 41   | 42   | 40   | 44   | 44   | 34   | 35   | 32   | 36   | 43   | 59   | 74   |

## Obecní správa a politika
Od 1. ledna 1986 do 31. prosince 1991 byla místní částí města Třešť, od 1. ledna 1992 je opět samostatnou obcí.

### Členství ve sdruženích
Obec je členem mikroregionů Telčsko a Třešťsko a místní akční skupiny Mikroregionu Telčsko.

### Zastupitelstvo a starosta
Obec má sedmičlenné zastupitelstvo, v jehož čele stojí starosta Bohumil Novák.
| Období    | Voliči | Účast v % | Mandáty | Výsledky                          | Starosta      |
| --------- | ------ | --------- | ------- | --------------------------------- | ------------- |
| 2002–2006 | 68     | 50,00     | 7       | 7 SNK I.                          | Bohumil Novák |
| 2006–2010 | 84     | 89,29     | 7       | 4 Sdružení za lepší obec 3 SNK I. | Bohumil Novák |
| 2010–2014 | 104    | 71,15     | 7       | 7 SNK I.                          | Bohumil Novák |
| 2014–2018 | 103    | 85,44     | 7       | 7 SNK I.                          | Bohumil Novák |

### Obecní symboly
Znak a vlajka byly obci uděleny rozhodnutím předsedy Poslanecké sněmovny Parlamentu České republiky dne 20. ledna 2005. Znak: V modrém štítě ze zlatého návrší vyrůstá zlatá berla se stříbrnou růží s červeným semeníkem a zelenými kališními lístky v hlavici. Z berly vyrůstají do stran čtyřmi stejné růže na stříbrných stoncích, každý se dvěma listy.
Vlajka: List tvoří dva vodorovné pruhy, modrý a žlutý, v poměru 9:1. Ze žlutého pruhu vyrůstá žlutá berla s bílou růží s červeným semeníkem a zelenými kališními lístky v hlavici závitem k žerďovému okraji, do stran z berly vyrůstají čtyři (2,2) stejné růže na bílých stoncích, každý se dvěma listy. Poměr šířky k délce listu je 2:3.

## Hospodářství a doprava
V obci sídlí obchod firmy LAPEK, a.s. a Penzion Dyje. Obcí prochází silnice III. třídy č. 4069 z Hodic do Bezděkova a č. 4067, která se severně od obce napojuje na komunikaci III. třídy č. 4066. Dopravní obslužnost zajišťuje dopravce ICOM transport. Autobusy jezdí ve směrech Třešť a Opatov. Obcí prochází cyklistické trasy č. 5091 z Třeště do Sedlejova a č. 5092 z Hodic do Pavlova.

## Školství, kultura a sport
Děti dojíždějí do základní školy v Třešti. Sídlí zde knihovna. Působí zde Sbor dobrovolných hasičů Panenská Rozsíčka.

## Pamětihodnosti
- Kovárna